# Sabariz (Vila Verde)
Sabariz ist eine Gemeinde im Norden Portugals.
Sabariz gehört zum Kreis Vila Verde im Distrikt Braga, besitzt eine Fläche von 2,07 km² und hat 448 Einwohner (Stand 19. April 2021).